# Aeroporto de Maringá
Aeroporto Regional de Maringá - Silvio Name Júnior (IATA: MGF, ICAO: SBMG) é um aeródromo civil público brasileiro, localizado em Maringá, no Paraná.
Foi construído pela municipalidade e está a 14,6 quilômetros da área central da cidade.

## História
Sua construção foi iniciada em outubro de 1994 e concluída em julho de 2000.
O aeroporto foi homologado pela Portaria DAC n° 484/SIE do Comando da Aeronáutica, em março de 2001, com início das atividades em 25 de abril do mesmo ano.
Seu nome, Silvio Name Júnior, é uma homenagem a um empresário maringaense vitimado por um acidente aéreo no ano de 2000, na cidade de São Paulo.
Em maio de 2012, o aeroporto foi elevado para categoria 7 e tornou-se um dos quatro do sul do Brasil aptos a receber cargas internacionais com regularidade, ao lado dos aeroportos de Curitiba, Foz do Iguaçu e Porto Alegre.

## Administração
O aeroporto é administrado pela empresa de economia mista Terminais Aéreos de Maringá - SBMG.

## Movimento
O crescente desenvolvimento da região provocou um crescimento recorde no número de passageiros.
Os voos regionais são os mais procurados pelos passageiros, que circulam entre Maringá, Curitiba, Campinas, Porto Alegre e São Paulo, com ramificações para outras localidades do País.
O Aeroporto tem uma média diária de 44 operações entre pousos e decolagens.

## Estatísticas
| Ano  | Passageiros                                            |
| ---- | ------------------------------------------------------ |
| 2024 | 785.000                                                |
| 2023 | 681.241                                                |
| 2022 | 563.195                                                |
| 2021 | 419.407                                                |
| 2020 | 245.000 Diminuição de voos durante a Pandemia covid-19 |
| 2019 | 741.800                                                |
| 2018 | 641.000                                                |
| 2017 | 658.000                                                |
| 2016 | 696.131                                                |
| 2015 | 876.461                                                |
| 2014 | 831.134                                                |
| 2013 | 728.024                                                |
| 2012 | 757.719                                                |
| 2011 | 666.957                                                |
| 2010 | 497.979                                                |
| 2009 | 319.576                                                |

## Ampliação e Investimentos

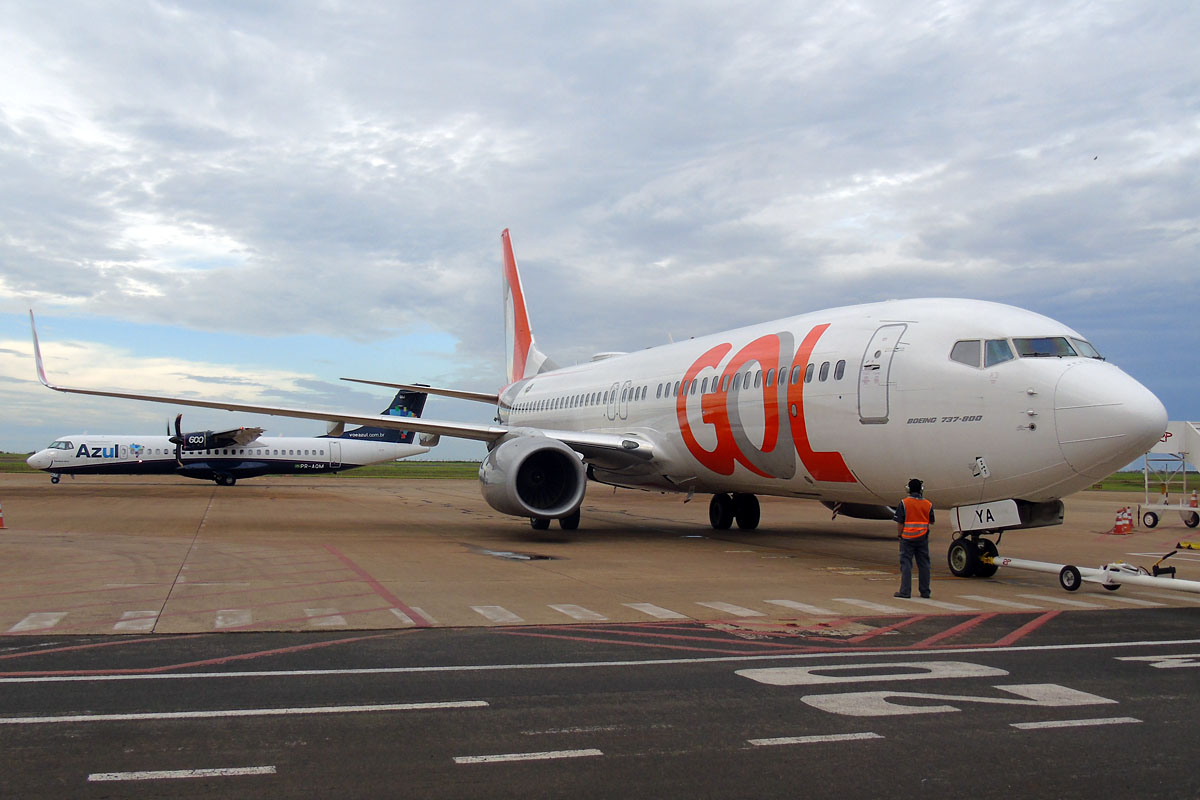
Boeing 737-800 e ATR 72 600

Em janeiro de 2008 o Aeroporto passou a contar com Torre de controle, um dos mais modernos sistemas de controle de tráfego aéreo do país, em substituição à Estação Permissionária de Telecomunicações e Tráfego Aéreo (EPTA). 
Em julho de 2010 foram iniciadas as obras de ampliação do novo pátio de aeronaves. O projeto foi aprovado pelo comando da Aeronáutica em 2007, com investimentos aproximados de R$ 3 milhões junto ao Programa Federal de Auxílio a Aeroportos (PROFFA), com 70% de aporte federal e 30% estadual. O pátio antigo, com 19 mil metros quadrados, possui 4 posições para aeronaves de grande porte e mais 3 posições remotas. O novo pátio foi construído ao lado do antigo, com 13 mil metros quadrados, com 3 posições de aeronaves e com pavimento de maior resistência, totalizando, assim, 10 posições de aeronaves no pátio principal.
O Novo Pátio foi inaugurado em 17 de julho de 2012, com suporte necessário para a operação dos grandes aviões de transporte de cargas, já que em maio a Agência Nacional de Aviação Civil elevou a categoria de segurança contra incêndio para 7, aumentando as condições favoráveis de capacidade operacional com aeronaves de grande porte.

## Ampliação Operacional e Modernização

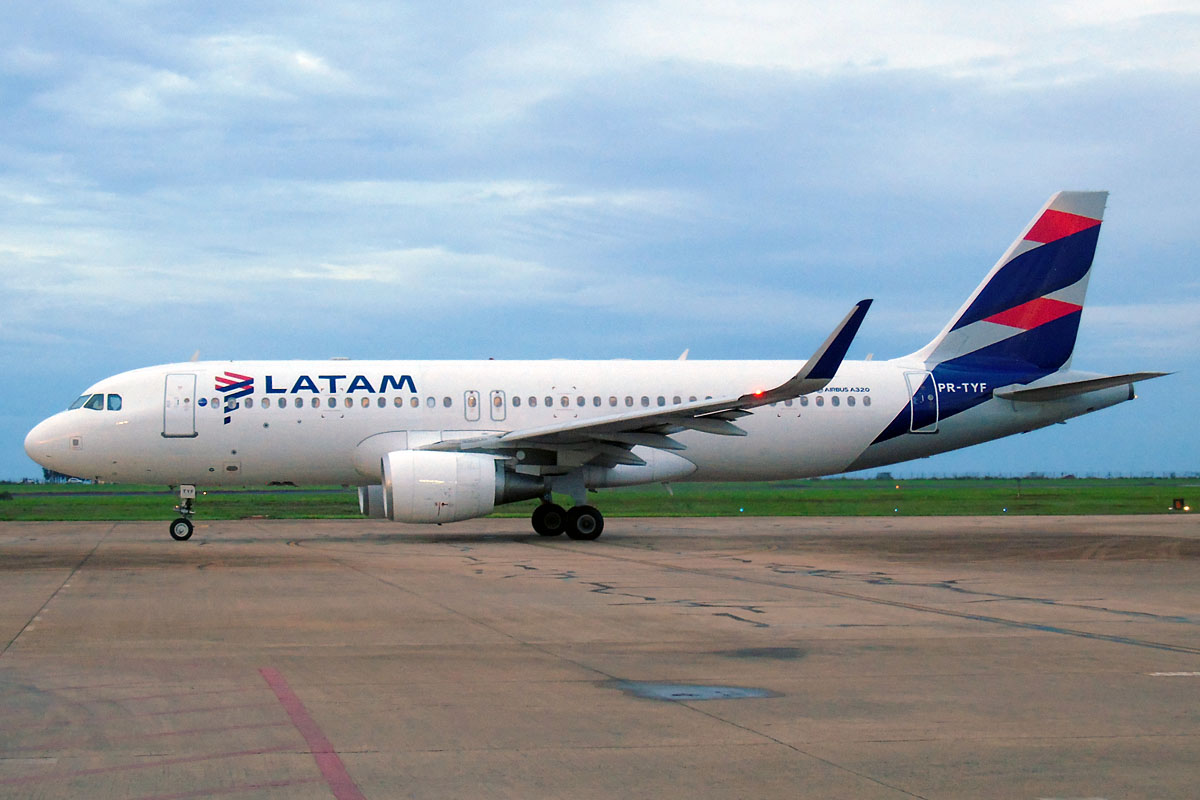
Voo inaugural da Latam Airlines em Maringá

Em 2012, Maringá foi a primeira cidade a conquistar os recursos para as obras de ampliação do aeroporto, dentro do Plano para o Desenvolvimento de Aeroportos Regionais. Desde então passando por diversas etapas de avaliações e aprovações de projetos e de assuntos burocráticos e licitações. A obra de R$ 81,5 milhões assegura maior intervenção já realizada no aeroporto desde sua inauguração e tiveram início em 29 de novembro de 2019.
A Pista de Pouso e Decolagem (PPD) foi ampliada de 2 100 para 2 380 metros de extensão em direção à cabeceira 10 e reformada com PCN 54 (Pavement Classification Number). As Taxiways Alpha e Bravo foram reformadas e alargadas. Foram construídas as novas Taxiways Delta e Echo com 45 metros de largura e resistência do pavimento com PCN 55.
O pátio antigo foi reconstruído e ampliado com PCN 56. Assim, totalizando 12 vagas de aeronaves, sendo 9 posições para aeronaves de grande porte (2 posições aptas a aviões Cargueiros) e mais 3 posições remotas. A Seção Contra Incêndio (SCI) do Corpo de Bombeiros foi reformada e ampliada de 150 m² para 300 m².
Foi instalada antenas do instrumento de aproximação ILS e ALS na cabeceira 10. Ao final da obra serão instalados o sistema de luzes de aproximação e balizamentos em LED. A inauguração oficial deu-se em 1 de outubro de 2021.

## Incidentes
- Em 12 de setembro de 2007, um avião da Trip, com 39 passageiros, ficou sobrevoando Maringá por cerca de 40 minutos por falta de balizamento. Foi cogitada disputa comercial entre a Trip e a Nordeste Linhas Aéreas, empresa que operava a Estação Permissionária de Telecomunicações e Tráfego Aéreo (EPTA). Acusada de desligar as luzes do balizamento, a Nordeste Linhas Aéreas se defendeu alegando falta de pagamento dos serviços prestados à Trip. O voo 5521 da Trip teria aguardado a chegada de um avião da TAM para que as luzes fossem acionadas e proceder o pouso.[22]
- Em 9 de outubro de 2007, por volta das 20h30, uma aeronave da Trip precisou arremeter por causa de outro avião, um Sêneca, que chegou no mesmo horário para pousar. O voo 5517 da Trip chegava de Rondonópolis (MT) e transportava 35 passageiros, que pousou normalmente após a arremetida. O piloto do avião de pequeno porte relatou que o avião da Trip não teria informado à torre que estaria indo para Maringá.[23]
- Em 8 de março de 2016, o voo G3-1231 operado por um Boeing 737-8BK da Gol, prefixo PR-GOP, realizando a rota Maringá-PR a São Paulo - Guarulhos, levando 162 passageiros, foi obrigado a retornar ao Aeroporto de Maringá 15 minutos após a decolagem devido a problemas mecânicos no motor esquerdo que desestabilizou o voo. Os passageiros relataram terem ouvido um forte estouro e, em seguida, visto chamas saindo do motor esquerdo. Não houve feridos e a referida aeronave foi encaminhada para manutenção para a substituição do motor avariado.[24][25]
- Em 17 de novembro de 2021, um avião da Gol que fazia a rota Guarulhos - Maringá, voo G3-1108 operado por um Boeing 737-800, prefixo PR-GXH, com 111 pessoas a bordo, derrapou na pista durante o procedimento de pouso por volta das 23h35, por causa da chuva e fortes rajadas de vento. Uma das rodas da aeronave danificou lâmpadas do sistema de balizamento luminoso na lateral da pista de pouso e decolagem do Aeroporto. Não houve feridos e a aeronave passou por pequenos reparos.[26][27]
- Em 09 de setembro de 2023, um avião da GOL que fazia a rota Maringá - Guarulhos, voo G3-1111 operado por um Boeing 737-800, prefixo PR-GTE. O avião decolou às 07h08 a partir da cabeceira 10 do aeroporto de Maringá sentido ao Aeroporto de Guarulhos em São-Paulo, porém, cinco minutos depois, a pouco menos de 5 mil pés de altitude, o Boeing 737 foi colocado em trajetórias circulares de espera em voo (órbitas). Cerca de 10 minutos após o início das órbitas, os pilotos abandonaram o procedimento de espera e iniciaram o retorno ao aeroporto, completando a aproximação e o pouso em segurança, às 07h47, portanto, cerca de 40 minutos após a partida. Segundo o que foi apurado os pilotos detectaram que os flaps (superfícies móveis na parte de trás da asa) e os slats (superfícies móveis na parte da frente da asa) não se recolheram durante a subida após a decolagem e permaneceram estendidos.

## Características
A pista tem uma extensão homologada de 2 380 metros e largura de 45 metros. Aceita operações VFR e IFR, sendo que os procedimentos para pouso por instrumentos são constituído por PAPI RWY 10; sua frequência de comunicação é composta por torre (TWR) 118.750 MHz; controle (APP): 129.700 MHz; FCA SSOK (Coordenação): 123.450 MHz; estação meteorológica; balizamento noturno; farol rotativo; operação H24; meteorologia CMA (1 a 9). RFFS - CAT 7;  sistema PAPI; iluminação de pista; biruta iluminada e farol rotativo para procedimentos de aproximação.
O terminal de passageiros é climatizado e mede 4.094,09 m². Conta com TECA - Terminal de Cargas com  2 593 m², hangares para aviação executiva, táxi aéreo, como também o Aeroclube de Maringá, que mantém uma escola voltada para a aviação civil, com cursos de Piloto Privado, Piloto Comercial e IFR.
O parqueamento de aeronaves é composto por dois pátios de estacionamento de aeronaves, um comercial com 31 mil metros quadrados, com 7 posições para estacionamento de Boeings 737-800 e remoto para cinco Embraer 120, e o da aviação geral e de pequeno porte com 100 x 99 metros.
A segurança patrimonial é constituída por circuito interno de vigilância (CFTV).
As linhas aéreas regulares são feitas pela Azul, Gol, LATAM.